# 自願醫保計劃
自願醫保計劃（英語：Voluntary Health Insurance Scheme）是香港政府醫療主管機關（該計劃首次推出當時為食物及衞生局，今為醫務衞生局）所核准的一項自願性醫療保險計劃。該計劃旨在吸引香港居民投保，長遠減低香港公營醫療系統的壓力。所有受到認可的自願醫保計劃都提供稅務扣減優惠，每個課稅年度每名受保人可申索的最高保費扣除額為 8,000 港元。

## 辦事處
- 自願醫保計劃辦事處位於九龍觀塘道392號創紀之城6期2902室。[1]

## 外部連結
- 自願醫保計劃網站 （页面存档备份，存于）
- 自願醫保計劃懶人包 （页面存档备份，存于）